# 후쿠하라 하루카
후쿠하라 하루카(일본어: 福原 遥 ふくはら はるか[*], 1998년 8월 28일~)는 일본의 배우, 가수, 모델이다.

## 출연 작품
- 키라키라☆프리큐어 아라모드(2017년) - 아리스가와 히마리/큐어 커스타드 역
- 치어 댄스(2017년) - 아유미 역
- 영화 프리큐어 드림스타즈!(2017년)
- 영화 키라키라☆프리큐어 아라모드 바삭한! 추억의 밀푀유!(2017년)
- 굿모닝콜